# Cédric Taymans
Cédric Taymans [Sedrik Temons], (* 11. duben 1975 Ixelles, Belgie) je bývalý reprezentant Belgie v judu. Je valonského původu.

## Sportovní kariéra
Po odchodu Johana Láce do důchodu držel belgické mužské judo výsledkově v popředí. Postupně však zůstal sám voják v poli a s hlubokou krizí, do které se belgické judo dostalo prvních letech nového tisíciletí, šla i jeho forma dolů.
Olympijských her se účastnil pouze jednou. V roce 2000 patřil k favoritům olympijských her v Sydney. Los mu v turnaji nepřál. V předkole si ještě poradil s Ukrajincem Ruslanem Mirzalijevem, ale v dalším zápase překvapivě prohrál na ippon s Američanem Greczkowskim.
V roce 2004 neměl dostatek bodů ke kvalifikaci na olympijské hry do Athén.
Sportovní kariéru ukončil po roce 2006.

## Výsledky
| Turnaj             | 1993 | 1994 | 1995 | 1996 | 1997 | 1998 | 1999 | 2000 | 2001 | 2002 | 2003 | 2004 | 2005 | 2006 |
| ------------------ | ---- | ---- | ---- | ---- | ---- | ---- | ---- | ---- | ---- | ---- | ---- | ---- | ---- | ---- |
| Olympijské hry     | -    | -    | -    | dns  | -    | -    | -    | úč.  | -    | -    | -    | dns  | -    | -    |
| Mistrovství světa  | dns  | -    | dns  | -    | 3.   | -    | úč.  | -    | 2.   | -    | úč.  | -    | úč.  | -    |
| Mistrovství Evropy | dns  | dns  | dns  | úč.  | úč.  | úč.  | 2.   | 3.   | 3.   | 5.   | 7.   | úč.  | 5.   | úč.  |
| MS juniorů         | -    | 5.   | -    | -    | -    | -    | -    | -    | -    | -    | -    | -    | -    | -    |
| ME juniorů         | 5.   | úč.  | 2.   | -    | -    | -    | -    | -    | -    | -    | -    | -    | -    | -    |